# 加藤守道

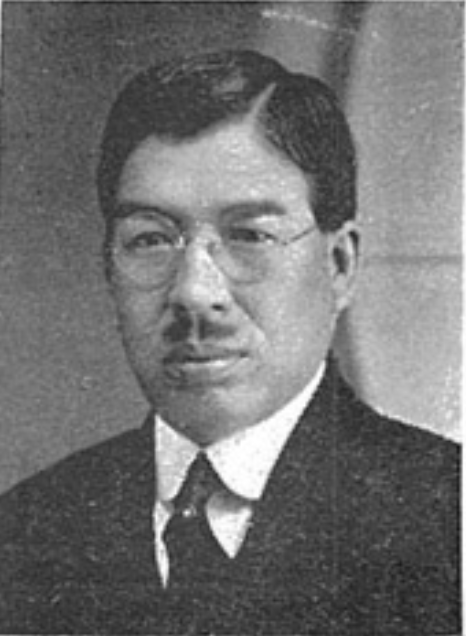
加藤守道

加藤 守道（かとう もりみち、1885年〈明治18年〉9月17日 - 1960年〈昭和35年〉8月17日）は、愛知県豊川市長。東京市区長。基隆市尹。

## 経歴
新潟県新潟市出身。加藤久之助の二男。1906年（明治39年）、新潟県北辰館中学科を卒業し、1909年（明治42年）に文官普通試験に合格した。日本大学中退。新潟県中魚沼郡書記、同南蒲原郡書記、北海道庁長官官房勤務、岩手県九戸郡長、東磐井郡長、下閉伊支庁長を歴任。1928年（昭和3年）、基隆市尹に転じた。
退官後、東京市に入って中野区長、教育局庶務課長、神田区長、日本橋区長を歴任。退任後の1942年（昭和17年）から、川村女学院理事を務めた。1943年（昭和18年）、初代豊川市長に就任した。ほか、大井興業監査役、六華会監事、豊栄信用組合、奉公協会各理事を歴任した。
戦後、大政翼賛会豊川市支部長のため公職追放となった。

## 親族
- 二男 加藤寛（経済学者）[8]